# Llista de topònims d'Alguaire
Llista de topònims (noms propis de lloc) del municipi d'Alguaire, al Segrià
Informació actualitzada per un bot. Els canvis manuals es perdran quan s'actualitzi!

## cabana
| imatge | Nom                 | Ubicat a | instància de | Detalls | coordenades                                                          | Protecció | Commons (més fotos) | Dades a WD                    |
| ------ | ------------------- | -------- | ------------ | ------- | -------------------------------------------------------------------- | --------- | ------------------- | ----------------------------- |
|        | cabana del Boqueta  | Alguaire | cabana       |         | 41° 45′ 19″ N, 0° 30′ 56″ E / 41.7552523582502°N,0.51555278086687°E  |           |                     | Modifica les dades a Wikidata |
|        | cabana del Nadal    | Alguaire | cabana       |         | 41° 43′ 21″ N, 0° 35′ 27″ E / 41.7224086775651°N,0.590870607639284°E |           |                     | Modifica les dades a Wikidata |
|        | cabana del Pirrot   | Alguaire | cabana       |         | 41° 45′ 16″ N, 0° 31′ 21″ E / 41.7545750822577°N,0.522554762459511°E |           |                     | Modifica les dades a Wikidata |
|        | cabana del Ton      | Alguaire | cabana       |         | 41° 44′ 53″ N, 0° 30′ 35″ E / 41.7479390186068°N,0.509713669009411°E |           |                     | Modifica les dades a Wikidata |
|        | pleta de l'Àngel    | Alguaire | cabana       |         | 41° 44′ 31″ N, 0° 30′ 40″ E / 41.7420707577874°N,0.511131030709341°E |           |                     | Modifica les dades a Wikidata |
|        | pleta del Rosa      | Alguaire | cabana       |         | 41° 43′ 47″ N, 0° 31′ 53″ E / 41.7297074331107°N,0.531253645129365°E |           |                     | Modifica les dades a Wikidata |
|        | pleta dels Navarros | Alguaire | cabana       |         | 41° 43′ 32″ N, 0° 33′ 12″ E / 41.725559844211°N,0.55346888134563°E   |           |                     | Modifica les dades a Wikidata |

## casa
| imatge | Nom                              | Ubicat a | instància de | Detalls                     | coordenades                                          | Protecció                                  | Commons (més fotos)              | Dades a WD                    |
| ------ | -------------------------------- | -------- | ------------ | --------------------------- | ---------------------------------------------------- | ------------------------------------------ | -------------------------------- | ----------------------------- |
|        | Cal Tomanys                      | Alguaire | casa         | Estil: noucentisme          | 41° 44′ 18″ N, 0° 34′ 57″ E / 41.738418°N,0.582584°E | bé integrant del patrimoni cultural català | Cal Tomanys                      | Modifica les dades a Wikidata |
|        | habitatges de la Mata de Pinyana | Alguaire | casa         | Estil: arquitectura popular | 41° 45′ 12″ N, 0° 35′ 12″ E / 41.753358°N,0.586601°E | bé integrant del patrimoni cultural català | Habitatges de la Mata de Pinyana | Modifica les dades a Wikidata |

## edifici
| imatge | Nom                           | Ubicat a | instància de | Detalls                           | coordenades                                         | Protecció                                  | Commons (més fotos)           | Dades a WD                    |
| ------ | ----------------------------- | -------- | ------------ | --------------------------------- | --------------------------------------------------- | ------------------------------------------ | ----------------------------- | ----------------------------- |
|        | Escoles                       | Alguaire | edifici      | Estil: racionalisme arquitectònic | 41° 44′ 18″ N, 0° 34′ 59″ E / 41.73839°N,0.582981°E | bé integrant del patrimoni cultural català | Escoles d'Alguaire            | Modifica les dades a Wikidata |
|        | Fàbrica de la Mata de Pinyana | Alguaire | edifici      | Estil: arquitectura popular       | 41° 45′ 21″ N, 0° 35′ 15″ E / 41.755736°N,0.58745°E | bé integrant del patrimoni cultural català | Fàbrica de la Mata de Pinyana | Modifica les dades a Wikidata |

## entitat singular de població
| imatge | Nom                | Ubicat a | instància de                                    | Detalls  | coordenades                                                   | Protecció | Commons (més fotos) | Dades a WD                    |
| ------ | ------------------ | -------- | ----------------------------------------------- | -------- | ------------------------------------------------------------- | --------- | ------------------- | ----------------------------- |
|        | Alguaire           | Alguaire | entitat singular de població capital municipal  | 2867 hab | 41° 44′ 16″ N, 0° 34′ 43″ E / 41.73779°N,0.57861°E 289 msnm   |           |                     | Modifica les dades a Wikidata |
|        | la Mata de Pinyana | Alguaire | entitat singular de població colònia industrial | 125 hab  | 41° 45′ 16″ N, 0° 35′ 13″ E / 41.754479°N,0.587076°E 270 msnm |           | La Mata de Pinyana  | Modifica les dades a Wikidata |

## església
| imatge | Nom                             | Ubicat a | instància de    | Detalls                                                  | coordenades                                                   | Protecció                                  | Commons (més fotos)             | Dades a WD                    |
| ------ | ------------------------------- | -------- | --------------- | -------------------------------------------------------- | ------------------------------------------------------------- | ------------------------------------------ | ------------------------------- | ----------------------------- |
|        | Ermita de Sant Sebastià         | Alguaire | església ermita | Estil: arquitectura popular Estat: enderrocat o destruït |                                                               | bé integrant del patrimoni cultural català |                                 | Modifica les dades a Wikidata |
|        | Mare de Déu del Merli           | Alguaire | església        | Estil: arquitectura gòtica arquitectura popular          | 41° 44′ 19″ N, 0° 34′ 52″ E / 41.738705°N,0.581117°E 312 msnm | bé cultural d'interès local                | Mare de Déu del Merli           | Modifica les dades a Wikidata |
|        | Sant Pere de la Mata de Pinyana | Alguaire | església        | Estil: arquitectura popular                              | 41° 45′ 17″ N, 0° 35′ 14″ E / 41.754668°N,0.587096°E          | bé integrant del patrimoni cultural català | Sant Pere de la Mata de Pinyana | Modifica les dades a Wikidata |
|        | Sant Sadurní d'Alguaire         | Alguaire | església        | Estil: arquitectura barroca                              | 41° 44′ 11″ N, 0° 35′ 03″ E / 41.7363°N,0.584247°E 304 msnm   | bé integrant del patrimoni cultural català | Sant Sadurní d'Alguaire         | Modifica les dades a Wikidata |

## granja
| imatge | Nom                            | Ubicat a | instància de | Detalls | coordenades                                                          | Protecció | Commons (més fotos) | Dades a WD                    |
| ------ | ------------------------------ | -------- | ------------ | ------- | -------------------------------------------------------------------- | --------- | ------------------- | ----------------------------- |
|        | Granges del Mingo              | Alguaire | granja       |         | 41° 43′ 40″ N, 0° 36′ 20″ E / 41.72790145923°N,0.605464885928077°E   |           |                     | Modifica les dades a Wikidata |
|        | Granges del Querol             | Alguaire | granja       |         | 41° 43′ 38″ N, 0° 35′ 48″ E / 41.7271393142255°N,0.596572672792978°E |           |                     | Modifica les dades a Wikidata |
|        | Granges del Quílez             | Alguaire | granja       |         | 41° 43′ 41″ N, 0° 35′ 52″ E / 41.7280178610826°N,0.597670018581265°E |           |                     | Modifica les dades a Wikidata |
|        | Granges del Taruc              | Alguaire | granja       |         | 41° 44′ 52″ N, 0° 36′ 36″ E / 41.7478611004914°N,0.609882136910175°E |           |                     | Modifica les dades a Wikidata |
|        | Granges del Xic                | Alguaire | granja       |         | 41° 45′ 07″ N, 0° 34′ 45″ E / 41.7518485236926°N,0.579245975685832°E |           |                     | Modifica les dades a Wikidata |
|        | Granja de l'Adrià              | Alguaire | granja       |         | 41° 43′ 47″ N, 0° 35′ 18″ E / 41.729697825375°N,0.588446060278653°E  |           |                     | Modifica les dades a Wikidata |
|        | Granja de l'Oset               | Alguaire | granja       |         | 41° 45′ 07″ N, 0° 36′ 45″ E / 41.7518330067764°N,0.612488876807843°E |           |                     | Modifica les dades a Wikidata |
|        | Granja de la Riteta            | Alguaire | granja       |         | 41° 44′ 10″ N, 0° 36′ 47″ E / 41.7361353398097°N,0.612926376959976°E |           |                     | Modifica les dades a Wikidata |
|        | Granja del Biel                | Alguaire | granja       |         | 41° 44′ 07″ N, 0° 37′ 02″ E / 41.7352517456634°N,0.61721554073666°E  |           |                     | Modifica les dades a Wikidata |
|        | Granja del Castelló            | Alguaire | granja       |         | 41° 45′ 08″ N, 0° 30′ 16″ E / 41.7520942288306°N,0.504477643132805°E |           |                     | Modifica les dades a Wikidata |
|        | Granja del Cisco del Biel      | Alguaire | granja       |         | 41° 44′ 45″ N, 0° 34′ 39″ E / 41.7459148988884°N,0.577605015713898°E |           |                     | Modifica les dades a Wikidata |
|        | Granja del Cisco del Sangret   | Alguaire | granja       |         | 41° 44′ 47″ N, 0° 34′ 54″ E / 41.7462512101059°N,0.58159696703483°E  |           |                     | Modifica les dades a Wikidata |
|        | Granja del Colàcia             | Alguaire | granja       |         | 41° 44′ 30″ N, 0° 36′ 29″ E / 41.7416653598171°N,0.608176013084503°E |           |                     | Modifica les dades a Wikidata |
|        | Granja del Confit              | Alguaire | granja       |         | 41° 44′ 32″ N, 0° 34′ 38″ E / 41.7421056588429°N,0.577195120240647°E |           |                     | Modifica les dades a Wikidata |
|        | Granja del Fausto              | Alguaire | granja       |         | 41° 43′ 22″ N, 0° 34′ 59″ E / 41.7226973629823°N,0.583178122163959°E |           |                     | Modifica les dades a Wikidata |
|        | Granja del Pantera             | Alguaire | granja       |         | 41° 44′ 40″ N, 0° 36′ 44″ E / 41.7444076485108°N,0.612283113018557°E |           |                     | Modifica les dades a Wikidata |
|        | Granja del Paquito             | Alguaire | granja       |         | 41° 44′ 58″ N, 0° 36′ 19″ E / 41.749505816544°N,0.605395356501536°E  |           |                     | Modifica les dades a Wikidata |
|        | Granja del Peret               | Alguaire | granja       |         | 41° 44′ 10″ N, 0° 36′ 54″ E / 41.736045033537°N,0.615082010596759°E  |           |                     | Modifica les dades a Wikidata |
|        | Granja del Raimundo            | Alguaire | granja       |         | 41° 45′ 08″ N, 0° 35′ 03″ E / 41.7523029951182°N,0.584147917416304°E |           |                     | Modifica les dades a Wikidata |
|        | Granja del Ros de la Frederica | Alguaire | granja       |         | 41° 44′ 43″ N, 0° 34′ 38″ E / 41.7453748319061°N,0.577192404278678°E |           |                     | Modifica les dades a Wikidata |
|        | Granja del Tecla               | Alguaire | granja       |         | 41° 44′ 32″ N, 0° 36′ 51″ E / 41.742147237781°N,0.61416619655111°E   |           |                     | Modifica les dades a Wikidata |
|        | Granja del Venceslau           | Alguaire | granja       |         | 41° 45′ 05″ N, 0° 34′ 23″ E / 41.7513908791063°N,0.572925064306063°E |           |                     | Modifica les dades a Wikidata |

## masia
| imatge | Nom                           | Ubicat a | instància de | Detalls | coordenades                                                          | Protecció | Commons (més fotos) | Dades a WD                    |
| ------ | ----------------------------- | -------- | ------------ | ------- | -------------------------------------------------------------------- | --------- | ------------------- | ----------------------------- |
|        | Casa de Ratera                | Alguaire | masia        |         | 41° 45′ 31″ N, 0° 37′ 23″ E / 41.758545126243°N,0.62318102464541°E   |           |                     | Modifica les dades a Wikidata |
|        | Casa de Tabac                 | Alguaire | masia        |         | 41° 43′ 11″ N, 0° 34′ 32″ E / 41.7197446136356°N,0.575547381248501°E |           |                     | Modifica les dades a Wikidata |
|        | Casilla del Canal             | Alguaire | masia        |         | 41° 44′ 21″ N, 0° 31′ 05″ E / 41.7390705129935°N,0.51814896589833°E  |           |                     | Modifica les dades a Wikidata |
|        | Mas del Gel                   | Alguaire | masia        |         | 41° 44′ 56″ N, 0° 31′ 08″ E / 41.7489388763337°N,0.518875095065411°E |           |                     | Modifica les dades a Wikidata |
|        | Pleta de la Cuca              | Alguaire | masia        |         | 41° 44′ 24″ N, 0° 33′ 34″ E / 41.740008271116°N,0.559381326938699°E  |           |                     | Modifica les dades a Wikidata |
|        | Torre de Bescans              | Alguaire | masia        |         | 41° 43′ 23″ N, 0° 35′ 36″ E / 41.7229354986441°N,0.593231171534387°E |           |                     | Modifica les dades a Wikidata |
|        | Torre de Pinela               | Alguaire | masia        |         | 41° 45′ 37″ N, 0° 36′ 34″ E / 41.7601652605045°N,0.60953361630762°E  |           |                     | Modifica les dades a Wikidata |
|        | Torre de Portabella           | Alguaire | masia        |         | 41° 44′ 50″ N, 0° 34′ 20″ E / 41.7471783106574°N,0.572181875327821°E |           |                     | Modifica les dades a Wikidata |
|        | Torre de Tabac                | Alguaire | masia        |         | 41° 43′ 07″ N, 0° 35′ 17″ E / 41.7185950334037°N,0.588104123450089°E |           |                     | Modifica les dades a Wikidata |
|        | Torre de l'Àngel del Raimundo | Alguaire | masia        |         | 41° 45′ 10″ N, 0° 34′ 56″ E / 41.7526975164395°N,0.582353114143249°E |           |                     | Modifica les dades a Wikidata |
|        | Torre de la Central           | Alguaire | masia        |         | 41° 44′ 44″ N, 0° 35′ 49″ E / 41.745481937031°N,0.596862406053227°E  |           |                     | Modifica les dades a Wikidata |
|        | Torre del Coscollar           | Alguaire | masia        |         | 41° 43′ 55″ N, 0° 30′ 28″ E / 41.7319113413682°N,0.507784308197965°E |           |                     | Modifica les dades a Wikidata |
|        | Torre del Finet               | Alguaire | masia        |         | 41° 45′ 06″ N, 0° 35′ 14″ E / 41.7517025043918°N,0.587285401304416°E |           |                     | Modifica les dades a Wikidata |
|        | Torre del Juan                | Alguaire | masia        |         | 41° 44′ 27″ N, 0° 35′ 42″ E / 41.7407341398084°N,0.595067462539072°E |           |                     | Modifica les dades a Wikidata |
|        | Torre del Mantxado            | Alguaire | masia        |         | 41° 44′ 43″ N, 0° 35′ 15″ E / 41.745194589309°N,0.5875971374074°E    |           |                     | Modifica les dades a Wikidata |
|        | Torre del Pau de la Fonda     | Alguaire | masia        |         | 41° 44′ 54″ N, 0° 29′ 54″ E / 41.7483601833346°N,0.498428885687984°E |           |                     | Modifica les dades a Wikidata |
|        | Torre del Petit               | Alguaire | masia        |         | 41° 44′ 42″ N, 0° 29′ 51″ E / 41.745065720244°N,0.49741106945215°E   |           |                     | Modifica les dades a Wikidata |
|        | Torre del Pinxo               | Alguaire | masia        |         | 41° 43′ 25″ N, 0° 35′ 50″ E / 41.7237124428051°N,0.597217386170604°E |           |                     | Modifica les dades a Wikidata |
|        | Torre del Polo                | Alguaire | masia        |         | 41° 43′ 32″ N, 0° 35′ 38″ E / 41.7254595997257°N,0.593774083784895°E |           |                     | Modifica les dades a Wikidata |
|        | Torre del Ponet               | Alguaire | masia        |         | 41° 43′ 42″ N, 0° 35′ 53″ E / 41.7282161405112°N,0.598107459083644°E |           |                     | Modifica les dades a Wikidata |
|        | Torre del Quitèria            | Alguaire | masia        |         | 41° 43′ 30″ N, 0° 36′ 47″ E / 41.7249412693652°N,0.612956293938964°E |           |                     | Modifica les dades a Wikidata |
|        | Torre del Sangret             | Alguaire | masia        |         | 41° 44′ 41″ N, 0° 34′ 39″ E / 41.7447409728563°N,0.577456758663488°E |           |                     | Modifica les dades a Wikidata |
|        | Torre del Sastre              | Alguaire | masia        |         | 41° 43′ 39″ N, 0° 35′ 53″ E / 41.7274699634174°N,0.598171335132009°E |           |                     | Modifica les dades a Wikidata |
|        | Torre del Serés               | Alguaire | masia        |         | 41° 44′ 48″ N, 0° 34′ 40″ E / 41.746792025521°N,0.57791664823742°E   |           |                     | Modifica les dades a Wikidata |
|        | Torre del Venceslau           | Alguaire | masia        |         | 41° 43′ 26″ N, 0° 36′ 06″ E / 41.723873690645°N,0.60161899887492°E   |           |                     | Modifica les dades a Wikidata |
|        | Torre del Vendrell            | Alguaire | masia        |         | 41° 44′ 40″ N, 0° 30′ 30″ E / 41.744401043296°N,0.50825965538551°E   |           |                     | Modifica les dades a Wikidata |
|        | Torre dels Navarros           | Alguaire | masia        |         | 41° 43′ 33″ N, 0° 31′ 04″ E / 41.7259485279814°N,0.517728648102259°E |           |                     | Modifica les dades a Wikidata |

## muntanya
| imatge | Nom                  | Ubicat a             | instància de | Detalls | coordenades                                                         | Protecció | Commons (més fotos)  | Dades a WD                    |
| ------ | -------------------- | -------------------- | ------------ | ------- | ------------------------------------------------------------------- | --------- | -------------------- | ----------------------------- |
|        | Penya del Sagrat Cor | Alguaire             | muntanya     |         | 41° 44′ 16″ N, 0° 34′ 47″ E / 41.73774722°N,0.57970833°E 386.6 msnm |           | Penya del Sagrat Cor | Modifica les dades a Wikidata |
|        | Roques de Vimpela    | la Portella Alguaire | muntanya     |         | 41° 43′ 41″ N, 0° 37′ 27″ E / 41.72794167°N,0.62421111°E 242.5 msnm |           |                      | Modifica les dades a Wikidata |
|        | Tossal de Vilarnau   | Alguaire             | muntanya     |         | 41° 44′ 47″ N, 0° 31′ 56″ E / 41.74649167°N,0.53213056°E 374.1 msnm |           |                      | Modifica les dades a Wikidata |

## nucli de població
| imatge | Nom     | Ubicat a | instància de      | Detalls | coordenades                                                          | Protecció | Commons (més fotos) | Dades a WD                    |
| ------ | ------- | -------- | ----------------- | ------- | -------------------------------------------------------------------- | --------- | ------------------- | ----------------------------- |
|        | Pinyana | Alguaire | nucli de població |         | 41° 43′ 37″ N, 0° 35′ 24″ E / 41.7269218777983°N,0.590064733241152°E |           |                     | Modifica les dades a Wikidata |
|        | Tabac   | Alguaire | nucli de població |         | 41° 42′ 59″ N, 0° 35′ 41″ E / 41.716523693265°N,0.59468033449223°E   |           |                     | Modifica les dades a Wikidata |

## vèrtex geodèsic
| imatge | Nom                | Ubicat a | instància de    | Detalls   | coordenades                                                       | Protecció | Commons (més fotos) | Dades a WD                    |
| ------ | ------------------ | -------- | --------------- | --------- | ----------------------------------------------------------------- | --------- | ------------------- | ----------------------------- |
|        | Convento           | Alguaire | vèrtex geodèsic | Alt: 1.2m | 41° 44′ 16″ N, 0° 34′ 47″ E / 41.737756°N,0.579693°E 387.763 msnm |           |                     | Modifica les dades a Wikidata |
|        | Tossal de Vilarnau | Alguaire | vèrtex geodèsic | Alt: 1.2m | 41° 44′ 47″ N, 0° 31′ 51″ E / 41.746305°N,0.530803°E 374.536 msnm |           |                     | Modifica les dades a Wikidata |

## Misc
| imatge | Nom                                      | Ubicat a                                                      | instància de                   | Detalls                                              | coordenades | Protecció                                            | Commons (més fotos)       | Dades a WD                    |
| ------ | ---------------------------------------- | ------------------------------------------------------------- | ------------------------------ | ---------------------------------------------------- | --- | ---------------------------------------------------- | ------------------------- | ----------------------------- |
|        | Aeroport de Lleida-Alguaire              | Alguaire                                                      | aeroport Ús: aviació comercial | 2009 Superfície: 367ha Anomenat per: Lleida Alguaire | 41° 43′ 40″ N, 0° 32′ 09″ E / 41.727777777778°N,0.53583333333333°E 351 1152 msnm                                             |                                                      | Lleida Alguaire Airport   | Modifica les dades a Wikidata |
|        | Castell d'Alguaire                       | Alguaire                                                      | castell                        | Estil: arquitectura popular 13rd century             | 41° 44′ 11″ N, 0° 34′ 41″ E / 41.7365°N,0.578012°E ca:Dalt d'un pujol a ponent poble, Alguaire 387 msnm                      | bé d'interès cultural bé cultural d'interès nacional | Castell d'Alguaire        | Modifica les dades a Wikidata |
|        | La Serra                                 | Alguaire                                                      | serra                          |                                                      | 41° 43′ 24″ N, 0° 34′ 33″ E / 41.72320278°N,0.57569722°E 378.9 msnm                                                          |                                                      |                           | Modifica les dades a Wikidata |
|        | Lo Clot de la Unilla                     | Alguaire Almenar                                              | zona humida                    | Superfície: 23.73ha                                  | 41° 45′ 46″ N, 0° 32′ 39″ E / 41.7628°N,0.5443°E 347 msnm                                                                    |                                                      | Lo Clot de la Unilla      | Modifica les dades a Wikidata |
|        | Noguera Ribagorçana                      | Vall d'Aran Alta Ribagorça Pallars Jussà Noguera Segrià Aragó | curs d'aigua                   | Desemboca: Segre Llarg: 133km                        | 42° 37′ 36″ N, 0° 42′ 21″ E / 42.6267°N,0.7058°E 41° 40′ 29″ N, 0° 42′ 22″ E / 41.6747°N,0.7061°E                            |                                                      | Noguera Ribagorçana       | Modifica les dades a Wikidata |
|        | Polígon industrial de la Mata de Pinyana | Alguaire                                                      | polígon industrial             |                                                      | 41° 45′ 21″ N, 0° 35′ 14″ E / 41.7558788218703°N,0.587164987112936°E                                                         |                                                      |                           | Modifica les dades a Wikidata |
|        | Pont de l'Àguila                         | Alguaire                                                      | pont                           |                                                      | 41° 43′ 08″ N, 0° 32′ 35″ E / 41.7188188805425°N,0.543006151099808°E                                                         |                                                      |                           | Modifica les dades a Wikidata |
|        | Pou de gel                               | Alguaire                                                      | pou de neu                     | Estil: arquitectura popular                          | 41° 44′ 14″ N, 0° 35′ 05″ E / 41.737342°N,0.584842°E                                                                         | bé integrant del patrimoni cultural català           | Pou de gel (Alguaire)     | Modifica les dades a Wikidata |
|        | Ratera                                   | Alguaire                                                      | despoblat                      |                                                      | 41° 45′ 10″ N, 0° 37′ 17″ E / 41.7528°N,0.621436°E                                                                           |                                                      |                           | Modifica les dades a Wikidata |
|        | canal d'Aragó i Catalunya                | província de Lleida província d'Osca                          | canal de reg                   | Desemboca: Segre                                     | 42° 06′ 20″ N, 0° 17′ 16″ E / 42.10567694444445°N,0.28775999999999996°E 41° 25′ 50″ N, 0° 21′ 23″ E / 41.430586°N,0.356512°E |                                                      | Canal d'Aragó i Catalunya | Modifica les dades a Wikidata |
|        | casa consistorial d'Alguaire             | Alguaire                                                      | casa consistorial              |                                                      | 41° 44′ 10″ N, 0° 35′ 01″ E / 41.736183728661445°N,0.5837132850936695°E                                                      |                                                      |                           | Modifica les dades a Wikidata |
|        | convent de Sant Joan                     | Alguaire                                                      | monestir despoblat             |                                                      | 41° 44′ 12″ N, 0° 34′ 41″ E / 41.7367359083448°N,0.577950169563274°E                                                         |                                                      |                           | Modifica les dades a Wikidata |
|        | el Sagrat Cor                            | Alguaire                                                      | monument                       |                                                      | 41° 44′ 14″ N, 0° 34′ 53″ E / 41.7371500389053°N,0.581361476602534°E                                                         |                                                      |                           | Modifica les dades a Wikidata |